# غيل شميرخ (دوعن)
'

تعديل مصدري - تعديل

غيل شميرخ هي إحدى قرى عزلة صيف بمديرية دوعن التابعة لمحافظة حضرموت، بلغ تعداد سكانها 18 نسمة حسب تعداد اليمن لعام 2004.